# Rheumaptera hecate
Rheumaptera hecate är en fjärilsart som beskrevs av Butler 1878. Rheumaptera hecate ingår i släktet Rheumaptera och familjen mätare. Inga underarter finns listade.